# Seibu SPI
Le Seibu SPI est un système d'arcade fabriqué par Seibu Kaihatsu et commercialisé en 1995.

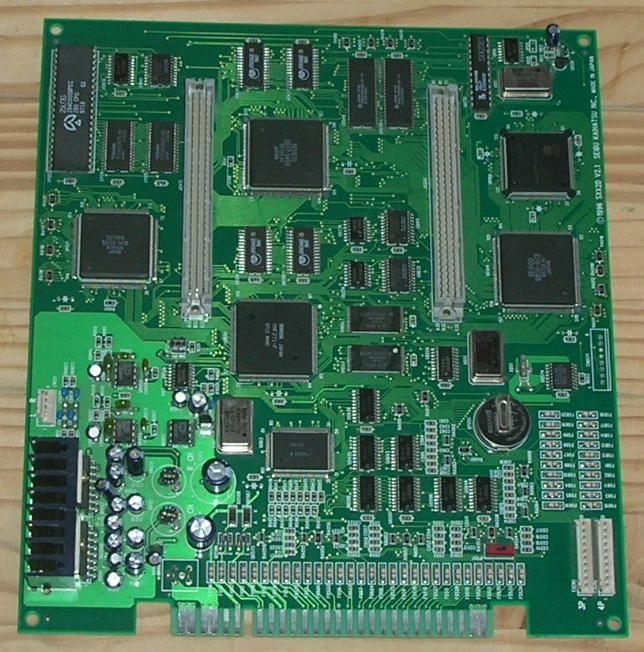
Une carte mère Seibu SPI

## Description
Après le succès des premiers épisodes de la franchise Raiden, Seibu commercialise en 1995 un système d'arcade JAMMA+ appelé Seibu SPI.
Ce système est conçu sur le principe carte mère et cartouche. La carte mère, constituée d'une seule PCB de forme carrée supportant de le système, reçoit la cartouche qui contient le jeu par l'intermédiaire de deux connecteurs. Les cartouches sont constituées d'une PCB de ROMs enfermée dans un boiter en plastique,. Le Seibu SPI a connu plusieurs révisions avec seulement quelques particularités minimes et certains jeux comme Raiden Deluxe est sorti sous la forme d'une seule PCB supportant à la fois le système et le jeu.
Le Seibu SPI utilise un Intel 80386 comme processeur central, les graphismes sont gérés par du matériel custom signé Seibu et le son utilise un Zilog Z80 couplé à une puce audio Yamaha YMF 271.
Le Seibu SPI utilise un système de cartouches interchangeables mais cependant, chaque cartouche est zonée et appartient à une région spécifique et doit être utilisée avec une carte mère de la même région. Il existe quatre zones : Europe, USA, Japon, Asie.
Une pile électrique (Pile au lithium de type CR2032) présente sur la carte mère permet de sauvegarder les high scores et divers réglages après le débranchement électrique de la PCB.
À chaque changement de jeu ou au premier lancement d'un jeu, il y a un temps de chargement d'à peu près dix minutes. Pour changer de jeu, il faut permuter un jumper puis brancher le système avec le nouveau jeu. Après le chargement, il faut remettre le jumper dans sa position initiale et le jeu peut être lancé.
Le Seibu SPI est un système très puissant qui propose des graphismes de haute qualité. Il accueille principalement la suite de la série des très populaires Raiden qui connaîtra un succès planétaire.

## Spécifications techniques

### Processeur
- Intel 80386 DX-25 cadencé à 25 MHz

## Affichage
- Résolution : 240×320 pixels
- Palette couleurs : 6144 maxi

### Audio
- Processeur audio : Zilog Z80 AP cadencé à 7,159 09 MHz
- Puce audio : Yamaha YMF271-F cadencé à 16,934 4 MHz
- Capacité : Stéréo

## Média
- Cartouche composée d'une PCB de ROMs

## Liste de jeux
| Titre                                  | Développeur    | Éditeur        | Système   | Genre | Date |
| -------------------------------------- | -------------- | -------------- | --------- | ----- | ---- |
| Battle Balls / Sen Kyu                 | Seibu Kaihatsu | Seibu Kaihatsu | Seibu SPI |       | 1996 |
| E-Jan High School                      | Seibu Kaihatsu | Seibu Kaihatsu | Seibu SPI |       | 1996 |
| Fever Soccer                           | Seibu          | Seibu          | Seibu SPI |       | 2004 |
| Raiden Fighters                        | Seibu Kaihatsu | Seibu Kaihatsu | Seibu SPI |       | 1996 |
| Raiden Fighters 2: Operation Hell Dive | Seibu Kaihatsu | Seibu Kaihatsu | Seibu SPI |       | 1997 |
| Raiden Fighters Jet                    | Seibu Kaihatsu | Seibu Kaihatsu | Seibu SPI |       | 1998 |
| Viper Phase 1                          | Seibu Kaihatsu | Seibu Kaihatsu | Seibu SPI |       | 1995 |
| Viper Phase 1: New Version             | Seibu Kaihatsu | Seibu Kaihatsu | Seibu SPI |       | 1995 |